# Simfonija broj 3 (Gustav Maler)
Simfonija broj 3. d - moll je najveća i po broju stavova najrazuđenija Malerova i simfonija u muzičkoj literaturi uopšte. Koncipirana je u šest stavova i trajanja je 1 sat i 39 minuta. U svom osnovnom sadržaju, ona je evokacija prirode, života i sveta. Napisana je tokom 1895. i 1896. godine i u svojoj prvobitnoj verziji imala je sedam stavova. Oko 1900. godine, dok je Maler radio na svojoj najjednostavnijoj i najkraćoj, Četvrtoj Simfoniji, sedmi stav iz Treće je odvojen i postao finalni stav Četvrte. Treća Simfonija je premijerno izvedena u Beču 1902. godine.

## Karakteristike
Šest njenih stavova, razvrstano je po šemi Prve Simfonije, u dva dela. Kolosalni prvi stav, Pan se budi, proleće ulazi: Kraftig,entschieden, čini njen prvi deo. To je jedna obimna tonska građevina, traje 34 minuta i nju je Rihard Štraus uporedio sa beskrajnim radničkim bataljonima koji odlaze na Bečki Prater, na proslavu Prvog Maja. Stav počinje signalima osam rogova, koji se pretaču u mračniji tonski kolorit i jednu žustru marševsku temu. Materijal preuzima dugački razvojni deo - klasična sonatna forma je ipak prisutna - što se sve zatim uliva u kraću reprizu i hitru, marševsku kodu.
Ostalih pet stavova čine drugi deo Simfonije. Drugi stav je Šta mi priča cveće na livadi: Tempo di minuetto, Sehr massig, gde glavnu temu vodi oboa. To je kao što se vidi i čuje, jedan cvetni menuet. Treći stav je Šta mi pričaju životinje u šumi: Commodo, scherzando, ohne hast, i po svom karakteru je skerco. Čuje se zov životinja, a Maler u ovom opsežnom skercu, obrađuje i svoju pesmu  Kukavica je pala i ubila se. U centralnom triju se čuje signal poštanskog roga, koji se pretače u jednu nežnu temu, karaktera ljubavne serenade.
Upravo je četvrti stav, Šta mi priča čovek, Ponoćna pesma: Sehr langsam, misterioso, sav u znaku Ničeovog misticizma. Orkestru se pridružuje ženski glas, solo-alt, koji peva pomenutu pesmu iz speva Tako je govorio Zaratustra. To je pesma snoviđenja, bola noći i radosti kroz koju se taj bol savladava. Peti stav, Šta mi Anđeli pričaju: Lustig in tempo und keck im ausdruck, donosi jednu pesmu iz Malerovog ciklusa Dečakov čarobni rog. Na početno bim-bam hora dečaka, ženski hor peva pesmu o malom Petru koji je zgrešio i kroz pokajanje dobio oprost i nebesko blaženstvo.
Sigurno je nalepši deo Simfonije instrumentalni finale, šesti stav, Priča ljubavi, Adagio: Langsam, ruhevoll, empfunden. To je jedna veličanstvena izjava ljubavi, trajanja 24 minuta, koju svečano i setno počinju violine u najtišim registrima, preuzimaju je zatim ostali gudači, flaute i duvači, a timpani dovode do prvog vrhunca. Nakon jednog stišavanja i signala trube, nastupa i drugi konačni vrhunac, snažna kulminacija u celom orkestru, potcrtana udarima timpana i poslednjim, velikim odjekom u vazduhu. O popularnosti ovog stava svedoči podatak da se može izvoditi i kao samostalan komad.

## Zaključak
Sa ovim kolosalnim simfonijskim delom, koje je prvobitno želeo nazvati San letnje noći ili Moja radosna nauka, Maler je pokušao, ali nije uspeo, da ostvari sintezu svojih životnih i stvaralačkih stremljenja.